# PTT Rayong Football Club
El PTT Rayong Football Club fue un equipo de fútbol de Tailandia que jugó en la Liga Premier de Tailandia, la liga de fútbol más importante del país.

## Historia
Fue fundado en el año 1998 en la Provincia de Rayong con el nombre PTT FC, el cual cambiaron en el 2009 por el nombre actual, nombre que llevan por ser propiedad de la PTT Public Company Limited.
En sus primeros años estuvieron en las divisiones inferiores de Tailandia hasta que en la temporada 2007 consiguieron el ascenso a la Primera División de Tailandia, jugando en el segundo nivel por 6 años hasta obtener el ascenso a la Liga Premier de Tailandia por primera vez en su historia.
En 2019 la PTT Public Company Limited decide disolver al equipo tras hablar con los altos ejecutivos del club y darse cuenta de que el PTT no contaba con las aptitudes para tener un equipo profesional por los constantes cambios. Mientras tanto, la metodología es adecuada para la formación de jóvenes, de una mejor manera. El PTT Group decide enfocarse en la formación de jóvenes en la "PTT Academy" para mejorar sus oportunidades y su desarrollo con futbolistas profesionales.

## Palmarés
- Primera División de Tailandia: 1

2018
- Segunda División de Tailandia: 0
  - Subcampeón: 1

2007